# 이상구 (1962년)
이상구(李祥九, 1962년 8월 22일 ~ )는 대한민국의 제4·5·6대 충청남도 논산시의원이다.

## 학력
- 백석국민학교 졸업
- 대전중학교 졸업
- 대신고등학교 졸업
- 동국대학교 학사 졸업

## 경력
- 민주평화통일 자문위원회 논산시 협의회장
- 논산발전협의회 부회장
- 충청남도 시군의장협의회 부회장
- 충남도당 논산시 선거대책 공동 선대위원장
- 논산‧계룡농협 이사
- 충남장애인 논산시 후원회 부회장
- 논산시 도시계획위원회 위원
- 논산시 시정평가위원
- 충남보디빌딩협회 회장
- 연산중학교 운영위원장
- 충남인터넷고등학교 운영위원장
- 새누리당 지방자치안전위원
- 논산시 농촌지도자회 연산면 운영위원
- 논산시 농업경영인연협회 회원
- 연산면 재향군인회 회장
- 동국대학교 총동창회 이사
- 충남대학교 총동창회 이사
- 2002.07 ~ 2006.06 제4대 충청남도 논산시의회 의원
- 2004.07 ~ 2006.06 제4대 충청남도 논산시의회 후반기 운영위원회 위원장
- 2006.07 ~ 2010.06 제5대 충청남도 논산시의회 의원
- 2009.02 ~ 2010.06 제5대 충청남도 논산시의회 후반기 부의장
- 2010.07 ~ 2014.06 제6대 충청남도 논산시의회 의원
- 2012.07 ~ 2014.06 제6대 충청남도 논산시의회 후반기 의장
- 2016 충청남도 논산시의회 후보

## 역대 선거 결과
| 선거명          | 직책명                               | 대수            | 정당       | 득표율   | 득표수   | 결과 | 당락                     |
| --------------- | ------------------------------------ | --------------- | ---------- | -------- | -------- | ---- | ------------------------ |
| 제3회 지방 선거 | 충청남도 논산시의원(연산면 선거구)   | 4대 (민선 3기)  | 무소속     | 단독후보 | 무투표   | 1위  | 충청남도 논산시의원 당선 |
| 제4회 지방 선거 | 충청남도 논산시의원(논산시 라선거구) | 5대 (민선 4기)  | 국민중심당 | 15.06%   | 1,999표  | 3위  | 충청남도 논산시의원 당선 |
| 제5회 지방 선거 | 충청남도 논산시의원(논산시 라선거구) | 6대 (민선 5기)  | 한나라당   | 21.68%   | 2,839표  | 2위  | 충청남도 논산시의원 당선 |
| 4·13 재보궐선거 | 충청남도 논산시의원(논산시 라선거구) | 7대 (민선 6기)  | 새누리당   | 43.95%   | 5,406표  | 2위  | 낙선                     |
| 제7회 지방 선거 | 충청남도의원(논산시 제2선거구)       | 11대 (민선 7기) | 자유한국당 | 43.15%   | 10,958표 | 2위  | 낙선                     |